# Maria Graham

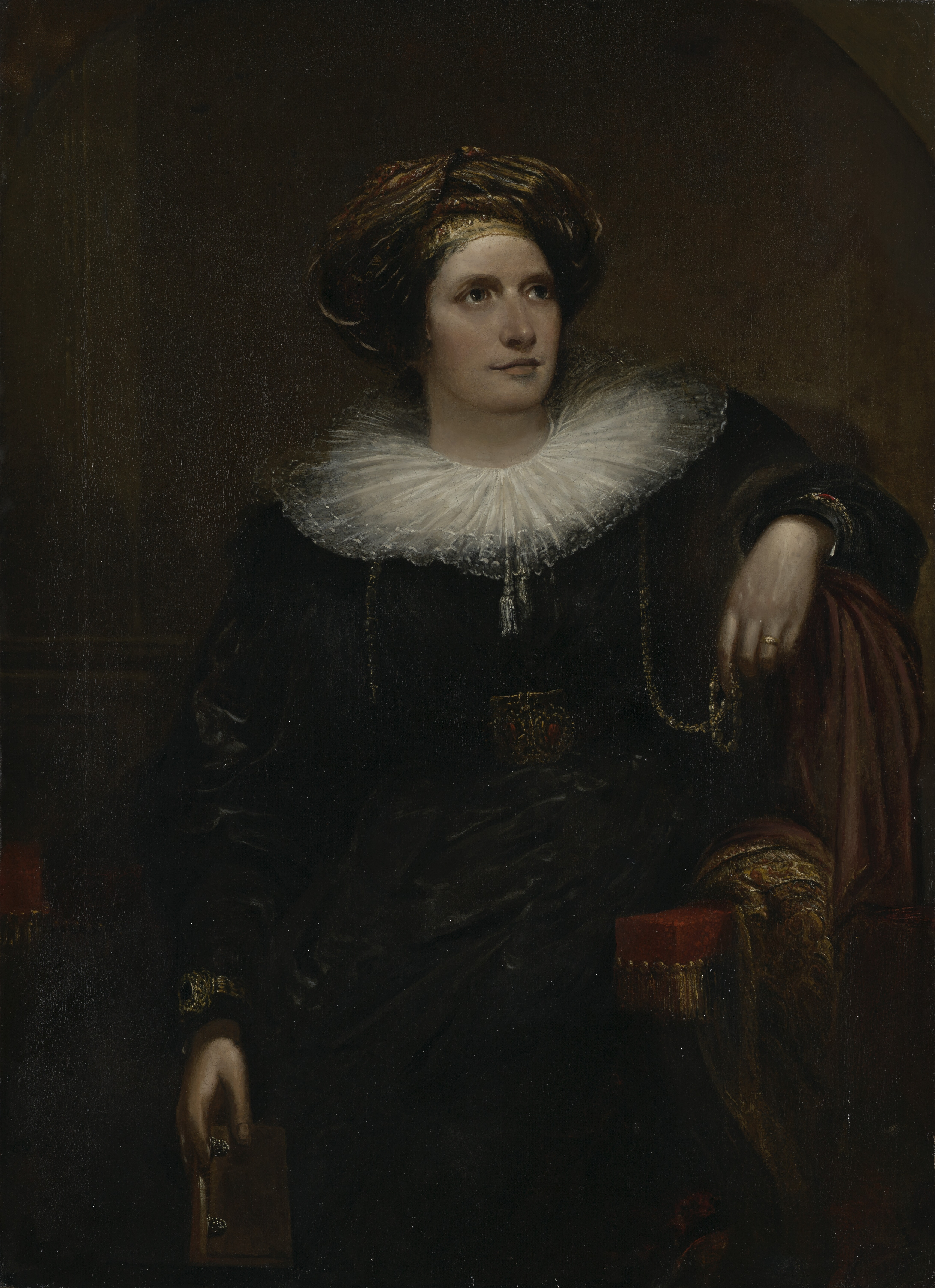
Maria Callcott, retratada por seu segundo marido, Sir August Callcott.

Maria Dundas Graham Callcott (Papcastle, 19 de julho de 1785 — Kensington Gravel Pits, 28 de novembro de 1842), mais conhecida no Brasil como Maria Graham, foi uma pintora, desenhista, escritora e historiadora britânica. Esteve no Brasil em três ocasiões, sendo uma delas como acompanhante da Família Real, incluindo a Princesa Leopoldina e Dom Pedro I.

## Biografia

### Nascimento
Maria Dundas, como foi batizada, nasceu na Inglaterra. Não teve muito contato com o pai durante a infância e a juventude. O pai era, como muitos outros membros do clã escocês Dundas, oficial da Marinha Britânica: George Dundas (1756-1814), que em 1803 recebeu o comando do HMS Elephant, navio de 74 canhões que fora a nau capitânia de Horatio Nelson na Batalha de Copenhague e o conduziu até à Jamaica, a fim de patrulhar as águas caribenhas. Permaneceu nessa missão até 1806.

### Casamento
Em 1808, os anos de patrulhamento marítimo de George Dundas terminaram e ele foi designado para comandar os serviços de um estaleiro naval da Companhia Britânica das Índias Orientais em Bombaim, na Índia. Levou consigo Maria, com 23 anos. Durante a viagem, Maria apaixonou-se por um jovem oficial naval escocês, Thomas Graham, terceiro filho de Robert Graham, o último senhor de Fintry, Escócia. Casaram-se na Índia, em 1809.
Em 1811, o casal retornou para a Inglaterra, onde Maria publicou seu primeiro livro, Journal of a Residence in India (Diário de uma Residência na Índia), seguido por Letters on India (Cartas sobre a Índia).
Poucos anos depois seu pai foi nomeado comissário do estaleiro naval na Cidade do Cabo, onde morreu em 1814, aos 58 anos. Tinha sido promovido a contra-almirante dois meses antes.

### Residência na Itália
Como as esposas de oficiais da Marinha, passou muitos anos em terra firme, vendo raramente o marido. Residia habitualmente em Londres. Enquanto as esposas dos demais oficiais passavam o tempo nos afazeres domésticos, Maria trabalhou como tradutora e editora de livros.
Em 1819 residiu na Itália, o que resultou no livro Three Months Passed in the Mountains East of Rome, during the Year 1819 (Três meses passados nas montanhas a leste de Roma, durante o ano de 1819). Muito interessada pelas artes, escreveu um livro sobre o pintor francês barroco Nicolas Poussin, Memoirs of the Life of Nicholas Poussin (Memórias da Vida de Nicholas Poussin), em 1820.

### Viúva no Chile
Em 1821, Maria foi convidada a acompanhar o marido a bordo do HMS Doris, fragata de 36 canhões sob seu comando. O destino era o Chile. Tinha ele a missão de proteger os interesses mercantis britânicos. Em abril de 1822, após o navio ter contornado o Cabo Horn, o marido morreu de febre, tendo a embarcação aportado a Valparaíso com a atormentada viúva a bordo.
Embora os oficiais da Marinha destacados naquele porto, de bandeira britânica, chilena ou mesmo norte-americana tentassem ajudá-la (um capitão norte-americano chegou mesmo a oferecer levá-la de volta para a Inglaterra), Maria estava determinada a administrar sua dor sozinha. Alugou uma pequena cabana e, voltando as costas para a colônia inglesa (Não falo sobre os ingleses daqui, porque não os conheço exceto alguns poucos civis muito vulgares, com uma ou duas exceções, escreveu mais tarde), viveu entre os chilenos todo um ano. Mais tarde, em 1822, ela esteve presente durante um dos piores terremotos da história do Chile, e relembrou seus efeitos em detalhes – algo que ninguém tinha feito antes.

## Influência e Papel na Independência do Brasil
Inserida no campo de estudos da história das mulheres e de gênero, a pesquisa de Maria Graham é importante, pois a coloca no centro de debates da historiografia brasileira do processo de independência, como a única mulher viajante que deixou registros sobre os conflitos e debates e como a entrada de mulheres na politica era reduzida.
Em 21 de setembro de 1821, acompanhada de seu então marido, Thomas Graham, Maria chega ao Brasil, vinda da Inglaterra, a bordo do navio de guerra da Marinha Britânica (Fragata Dóris) que veio para proteger os interesses dos ingleses no Brasil e no Chile, ancorando na cidade do Recife. A partir de sua estadia no Brasil entre 1821 e 1825, é possível observar o quanto a Inglaterra se consolidou como uma grande influência em nosso país. Registrou em seu diário momentos como o povo, a natureza e os costumes do brasil, em geral, e de Pernambuco, onde viu movimentos como os constitucionalistas de 1821 e a Confederação do Equador, em 1824. Assim, que embarcou em Recife, a cidade já lhe parecia uma verdadeira beleza, adequada para o comércio, pois possuía um porto que era rodeado por águas, servindo tanto para transporte, quanto para a defesa da praça. Circulou por diversos espaços da sociedade política brasileira, mantendo sua presença nos debates políticos a partir de sua influência com a elite portuguesa e a Família Real. Se encontrou com Luís Do Rego e sua esposa e com nativos rebeldes. Graham foi apresentada a membros da junta que queriam assumir o governo, alegavam que a causa era justa e não se consideravam rebeldes, pois estavam sob a bandeira de Portugal.
Enxergava o processo de independência como uma luta entre portugueses e brasileiros, que os portugueses eram os vilões da narrativa e os brasileiros, insatisfeitos com a administração lusa, se mostravam dignos da independência, esse conflito aparece durante toda a sua narrativa. Graham entendia que existiam vários tipos de "portugueses" e "brasileiros", os portugueses da Europa, residentes do Império, e os "brasileiros da cidade".
Agiu como mediadora nas negociações entre as postulações do governo de D. Pedro I e as lideranças da Confederação do Equador, cabendo a Maria o acordo de armistício e rendição do comandante da Confederação, Manuel de Carvalho Paes de Andrade. Os interesses ingleses naquela época estavam em alta, se tornando muito importantes, pois davam privilégios especiais no Brasil, e um tratamento  diferenciado com a mais alta consideração pelos governantes.
Em seus textos ela sempre trazia a narrativa da independência como figura central de sua escrita, e acredita que esse "movimento revolucionário positivo" iria transformar o território e levá-lo ao progresso, reforçando a imagem de D Pedro I para a concretização da Independência e a formação de um novo império, afirmando que ele seria o governante ideal para a construção da nova nação.

### Retratos da Escravidão aos olhos de Maria
Assim que desembarca em Pernambuco no ano de 1821, um aspecto a chama atenção, em que descreve como funciona o mercado de escravos: "Não tínhamos dado cinquenta passos no Recife quando ficamos inteiramente perturbados com a primeira impressão de um mercado de escravos. Era a primeira vez que tanto os rapazes quanto eu estávamos num país de escravidão, e por mais que os sentimentos sejam penosos e fortes quando em nossa terra imaginamos a servidão, não são nada em comparação com a visão tremenda de um mercado de escravos. O espetáculo nos fez voltar ao navio com o coração pesado e com a resolução “não ruidosa, mas profunda” de que tudo o que pudéssemos fazer no sentido da abolição ou da atenuação da escravatura seria considerado pouco". Sua viagem acontece em um momento de grandes discussões sobre a politica de escravos promovida pela Inglaterra, para a abolição de escravizados e a quantidade de pessoas vivas e mortas, sendo transportados por navios negreiros.

### Preceptora de uma princesa no Brasil
Em janeiro de 1823, Maria deixou o Chile para sua segunda visita ao Brasil, acompanhada de Lorde Cochrane, chegando no Rio de Janeiro em 13 de março. No ano anterior, os brasileiros tinham declarado sua independência de Portugal e proclamado imperador o príncipe herdeiro português, residente no país. Em sua segunda estadia no Rio foi apresentada ao Imperador D. Pedro I (1822-1834) e a sua família. Ficou acertado na ocasião que Maria seria a preceptora da jovem princesa D. Maria da Glória. Em 21 de outubro de 1823 embarcou de volta à Inglaterra. Tão logo chegou a Londres, entregou para publicação os manuscritos de seus dois novos livros, Journal of a Residence in Chile during the Year 1822. And a Voyage from Chile to Brazil in 1823 (Diário de uma residência no Chile durante o ano de 1822. E uma viagem do Chile para o Brasil em 1823) e Journal of a Voyage to Brazil, and Residence There, During Part of the Years 1821, 1822, 1823 (Diário de uma viagem ao Brasil, e residência lá, durante os anos 1821, 1822 e 1823), ilustrados por ela, juntou material didático suficiente e retornou ao Brasil em 1824.
No seu diário, se por um lado elogia a beleza do Rio ("A extrema beleza desta terra é tal que é impossível deixar de falar e pensar nela para sempre; não há curva que não apresente algum panorama tão belo quanto novo") e a simpatia do povo ("Onde quer que estejam brasileiros, dos mais importantes aos mais ínfimos, devo dizer que sempre encontrei a maior amabilidade; desde o fidalgo, que me procura em trajes de corte, até o camponês, ou o soldado comum, todos têm-me dado oportunidade de admirar-lhes a cortesia e de lhes ser grata"), não poupa críticas à instituição da escravidão: "Vi hoje o Valongo. É o mercado de escravos do Rio. Quase todas as casas desta longuíssima rua são um depósito de escravos. Passando pelas suas portas à noite, vi na maior parte delas bancos colocados rente às paredes, nos quais filas de jovens criaturas estavam sentadas, com as cabeças raspadas, os corpos macilentos, tendo na pele sinais de sarna recente. Em alguns lugares as pobres criaturas jazem sobre tapetes, evidentemente muito fracos para sentarem-se". Maria Graham aborda também em detalhes os acontecimentos políticos da nação recém-independente. Aliás, a Introdução do diário apresenta um esboço da história do Brasil desde seu descobrimento, que atribui ao espanhol Vicente Yáñez Pinzón, e não a Cabral.
O primeiro lugar que visitou no Brasil, porém, foi Pernambuco. No seu diário, Maria Graham relata que ficou impressionada com o porto do Recife ("Mas não há preparação que evite o encantamento de que se é tomado ao entrar neste porto extraordinário") e que intrigou-se num primeiro momento com o inglês fluente da esposa do governador Luís do Rego Barreto ("Achei Madame do Rêgo uma senhora agradável, bem bonita, e falando inglês como uma nativa, o que ela explicou, informando-me que sua mãe, a viscondessa do Rio Seco, era irlandesa"). Os altos sobrados coloniais do Recife também chamaram sua atenção: "As ruas são calçadas em parte com seixos azulados da praia e parte com granito vermelho ou cinzento. As casas são de três ou quatro andares, feitas de pedra clara e são todas caiadas, com as molduras das portas e janelas de pedra parda. O andar térreo consiste em lojas ou alojamentos para negros ou cavalariças, o andar de cima é geralmente adequado para escritórios e armazéns. Os apartamentos para residência são mais acima, ficando a cozinha geralmente no alto. Por este meio a parte inferior da casa conserva-se fresca". Contudo não esquivou-se de descrever o seu primeiro contato com a escravidão: "Não tínhamos dado 50 passos no Recife quando ficamos inteiramente perturbados com a primeira impressão de um mercado de escravos. Era a primeira vez que tanto os rapazes quanto eu estávamos num país de escravidão, e por mais que os sentimentos sejam penosos e fortes quando em nossa terra imaginamos a servidão, não são nada em comparação com a visão tremenda de um mercado de escravos".
Dias depois, ao chegar à Bahia, encantou-se com a vista de Salvador, mas a sua entrada na cidade não deixou uma boa impressão: "A rua pela qual entramos através do portão do arsenal ocupa aqui a largura de toda a cidade baixa da Bahia, e é sem nenhuma exceção o lugar mais sujo em que eu tenha estado. (...) Nessa rua estão os armazéns e os escritórios dos comerciantes, tanto estrangeiros quanto nativos. As construções são altas, mas não tão belas nem tão arejadas como as de Pernambuco". Lê-se em Brasiliana da Biblioteca Nacional, página 162, a descrição de Maria Graham da estreiteza de vistas dos comerciantes ingleses, alheios a tudo que não girasse em torno do açúcar e do algodão: "Nenhum sabia o nome das plantas que cercam a própria porta; nenhum conhecia a terra dez léguas além de Salvador; nenhum sequer sabia me informar onde ficava a bela argila vermelha da qual se faz a única indústria aqui existente: a cerâmica. Fiquei, enfim, inteiramente desesperada com esses fazedores de dinheiro destituídos de curiosidade".
Maria difere de Rugendas na ênfase dada ao procedimento classificatório. Artista sem formação profissional, nutria encanto tipicamente britânico pelas plantas e flores que, entretanto, lhe interessavam como pretextos para descrições poéticas. Escreveu, por exemplo:
Todas as vezes que passo por um bosque no Brasil, vejo plantas e flores novas, e uma riqueza de vegetação que parece inexaurível. Hoje vi flores de maracujá de cores que dantes nunca observara: verdes, róseas, escarlates, azuis, ananases selvagens de belo carmesim e púrpura; chá selvagem, ainda mais belo do que o elegante arbusto chinês, palmeiras de brejo e inúmeras plantas aquáticas novas para mim. Em cada lagoazinha patos selvagens, frangos d´água e variedades de marrecos, nadam poir ali com orgulho gracioso...
Sua empatia difere diametralmente, por exemplo, de outro viajante, como Le Clercq, por exemplo.
Em março de 1826, o rei João VI de Portugal faleceu. Como primogênito, D. Pedro I herdou o trono, mas preferiu permanecer imperador do Brasil, abdicando do trono português em favor de sua filha, de seis anos, D. Maria da Glória. Maria retornou à Inglaterra pois sua pequena aluna era agora Rainha de Portugal, para onde partiu.
Maria Graham permaneceu no Brasil até 1826, ensinando a jovem princesa (futura rainha de Portugal) e tornando-se amiga íntima da imperatriz, Arquiduquesa Maria Leopoldina da Áustria, que compartilhava seus interesses pelas ciências naturais. Intrigas palacianas fizeram com que tivesse de deixar o Palácio em outubro, mas permaneceu na cidade, só voltando à terra natal em 1825.

### Observações no Jardim Botânico do Rio de Janeiro
Em visita ao Brasil em 1823 ao Jardim Botânico do Rio de Janeiro, observou que havia um cultivo de especiarias e frutos orientais. O jardim foi destinado pelo Imperador Dom Pedro l para o cultivo também de folhas de chá vindas da China. Menciona em seu diário que ficou decepcionada, pois não viu nenhuma planta indígena. Em suas escritas ela menciona o cinamomo, a cânfora, noz-moscada, cravo da índia, fruta- pão, o jambo da Índia e lichi da China.Ao visitar o Brasil mais uma vez em 1923, passou novamente no jardim botânico do Rio de janeiro, e menciona em seu diário novamente que ficou surpresa com que viu, pois havia plantas indígenas como: cambucá, andraguoa, japetee-caba, grumachama.
Além das observações sobre a flora, Maria Graham também observava a moda na corte, apresentações musicais e teatrais, hábitos alimentares da localidade. Tinha interesse por questões escravagistas e assuntos da política interna do Brasil. Segundo as historiadoras Flaviana Silva e Isadora Eckardt ela foi de fato uma mulher que vivenciou a historia do Brasil, relatando as suas observações riquíssimas em seu diário, que trouxe grandes contribuições para a historiografia. Campos (1996) afirma que nos seus textos Maria Graham aparece como uma pessoa ativa, dotada de intensa curiosidade, procurando se informar e fazer anotações sobre tudo o que estava ocorrendo a sua volta. Informa ainda que para os historiadores, o Diário é visto como uma fonte rica, com informações bastante precisas sobre o Brasil da época da independência.

### O segundo casamento
De volta a Londres, Maria Graham foi residir em Kensington Gravel Pits, ao sul de Notting Hill Gate, um reduto de artistas. Lá viviam pintores da Academia Real Inglesa, como Augustus Wall Callcott e seu irmão músico John Wall Callcott, bem como pintores como John Linnell, David Wilkie e William Mulready e músicos como William Crotch (o primeiro diretor da Academia Real de Música) e William Horsley (genro de John Callcott). Além disso, esse grupo fechado era freqüentemente visitado por artistas como John Varley, Edwin Landseer, John Constable e J. M. W. Turner.A casa de Maria tornou-se o local de encontro dos intelectuais de Londres, como do poeta escocês Thomas Campbell, do editor dos livros de Maria John Murray e do historiador Francis Palgrave, devido ao seu forte interesse e conhecimento de pintura o que a fez tornar-se parte daquele círculo.
Diz-se que amor à primeira vista brotou do encontro de Maria Graham com Augustus Callcott, pois casaram meses depois, no seu 48º aniversário (20 de fevereiro de 1827), meses após ela ter retornado do Brasil. Partiram em lua-de-mel de um ano pela Itália, Alemanha, Áustria e Tchecoslováquia. Sua primeira viagem pelo continente - voltariam a viajar juntos pela Europa e Oriente Médio, sozinhos ou na companhia de amigos como Turner.

### Inválida na Itália
Em 1831, durante uma viagem à Itália, Maria Callcott rompeu um vaso sanguíneo e tornou-se inválida. Ela não mais podia enfrentar viagens longas, mas gostava de receber seus amigos e continuar a escrever.
Quanto voltara do Brasil em 1826, seu editor, John Murray, lhe pedira escrever um livro sobre a famosa e recente viagem do HMS Blonde às ilhas Sandwich (como o Havaí era então conhecido) . O rei Kamehameha II do Havaí e sua rainha Kamamalu tinham visitado Londres em 1824, e ali morrido de sarampo, contra o qual não tinham imunidade. O HMS Blonde foi escolhido pelo Governo Britânico para transladar os corpos para as ilhas havaianas, comandado por George Anson Byron, um primo do poeta Byron. O livro deveria conter a história do exótico casal real e sua infeliz viagem a Londres, um resumo da descoberta das ilhas havaianas e a visita de exploradores britânicos, bem como a viagem do Blonde.
Maria o escreveu com a ajuda de documentos oficiais e jornais guardados pelo naturalista Andrew Bloxam.
Em 1828, imediatamente após retornar da lua-de-mel, publicou A Short History of Spain (Uma curta história de Espanha), e em 1835, seus escritos durante sua longa convalescença resultaram em dois livros, Description of the chapel of the Annuziata dell’Arena; or Giotto’s Chapel in Padua (Descrição da capela do dell'Arena de Annuziata; ou a Capela de Giotto em Pádua) e do seu mais famoso livro para crianças, Little Arthur’s History of England (A história do Pequeno Arthur da Inglaterra), reeditado numerosas vezes desde então (em 1851 a 16ª edição era publicada, e foi reeditado pela última vez em 1975). Little Arthur foi seguido em 1836 pela versão francesa, Histoire de France du petit Louis (História da França do pequeno Luís).

### A razão do debate geológico
Por volta de 1835 sua descrição do que foi o terremoto do Chile em 1822 iniciou um acalorado debate na Sociedade de Geologia, onde ela foi colocada no meio da luta entre duas escolas rivais de pensamento com relação aos terremotos e seu papel na formação das montanhas. Além de ter descrito o terremoto em seu Journal of a Residence in Chile, ela também tinha escrito sobre isto ainda com mais detalhes em uma carta para Henry Warburton, que foi um dos fundadores da Sociedade de Geologia. Como havia sido a primeira descrição detalhada de um terremoto por uma testemunha tida como "uma pessoa instruída", ele considerou suficientemente interessante publicá-la nos Relatórios da Sociedade de Geologia de Londres em 1823.
Uma de suas observações havia sido que uma grande porção de terra emergiu do mar, e em 1830 aquela observação foi colocada no trabalho de mestrado The Principles of Geology pelo geólogo Charles Lyell, para provar sua teoria de que as montanhas haviam se formado pela ação dos vulcões e terremotos. Quatro anos mais tarde o presidente da Sociedade, George Bellas Greenough, decidiu atacar as teorias de Lyell. Mas ao invés de atacar Lyell diretamente, ele o fez publicamente ridicularizando as observações de Maria Callcott.
Maria Callcott, contudo, não era do tipo que aceitava ser ridicularizada. Seu marido e seu irmão se ofereceram para duelar com Greenough, mas ela disse, segundo seu sobrinho John Callcott Horsley, "Acalmem-se, vocês dois, eu sou bem capaz de lutar em minhas próprias batalhas, e pretendo fazê-lo". Ela foi a público se defender das acusações de Greenough, e obteve respaldo de ninguém menos que [ Charles Darwin, que havia observado o surgimento das mesmas terras durante o terremoto do Chile em 1835, a bordo do HMS Beagle.

### O falecimento
Em 1837 Augustus Callcott tornou-se cavaleiro e Maria tornou-se então Lady Callcott. Mas, logo após, sua saúde começou a se deteriorar e, em 1842, veio a falecer, aos 57 anos. Tendo continuado a escrever até aos seus últimos dias. Seu último livro foi A Scripture Herbal, uma coleção ilustrada de boatos e histórias sobre plantas e árvores mencionadas na Bíblia, e que foi publicado no ano de sua morte.
Augustus Callcott morreu dois anos depois, aos 65 anos, após ter sido encarregado de cuidar da pinacoteca da Rainha, em 1843.

## Obras publicadas

### Como Maria Graham
- Memoirs of the war of the French in Spain (por Albert Jean Rocca) - traduzido do francês (1816)
- Journal of a Residence in India (1812) - traduzido do francês 1818
- Letters on India, with Etchings and a Map (1814)
- Three Months Passed in the Mountains East of Rome, during the Year 1819, 1820 (1821)
- Memoir of the Life of Nicolas Poussin (820)
- Journal of a Residence in Chile during the Year 1822. And a Voyage from Chile to Brazil in 1823 (1824)
- Journal of a Voyage to Brazil, and Residence There, During Part of the Years 1821, 1822, 1823 (1824) --- traduzido para o português e publicado por três editoras diferentes
- Voyage Of The H.M.S. Blonde To The Sandwich Islands, In The Years 1824-1825 (1826)

### Como Maria Callcott ou Lady Callcott
- A Short History of Spain (1828)
- Description of the chapel of the Annuziata dell'Arena; or Giotto's Chapel in Padua (1835)
- Little Arthur's History of England (1835)
- Histoire de France du petit Louis (1836)
- The Little Bracken-Burners - A Tale; and Little Mary's Four Saturdays (1841)
- A Scripture Herbal (1842)